# 神打
神功是中國民間的一種神秘戲法，俗稱神功師父的表演者會進行一套儀式，召喚神靈附身，再表演各種高難度表演，如身上淋上看似沸騰熱油或刀槍不入等。表演者聲稱那是因為得到神靈保護，因此身體絲毫無損；亦有熟悉心理的專家指出、這是自我催眠的力量，把人類的恐懼壓抑、並引發在平常時間不會做的所謂潛能出來。東漢晚期，道家成立六壬神功，歸入道教符籙派其中一支派。而茅山神功也是神打或神功的一種。

## 外部連結
六壬神功
茅山神功 （页面存档备份，存于）